# کاماکورا

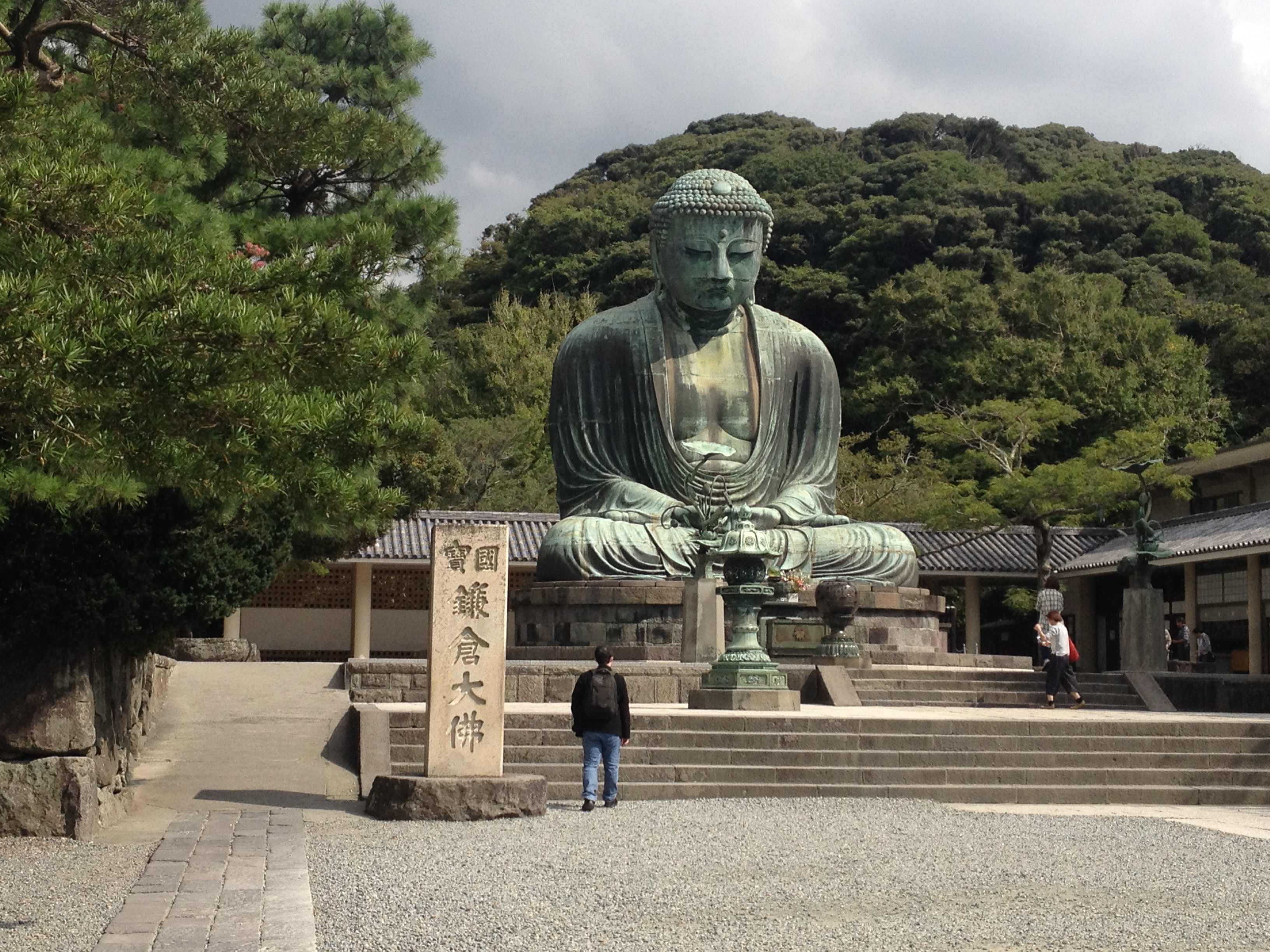
مجسمه بزرگ بودا در کاماکورا

کاماکورا (به ژاپنی: 鎌倉, Kamakura) امروزه به مرکز شهر کاماکورا در استان کاناگاوا گفته می‌شود. کاماکورا در دوره کاماکورا (۱۳۳۳–۱۱۸۵ میلادی) و از اواخر قرن دوازدهم تا اواسط قرن چهاردهم یکی از مهم‌ترین شهرهای ژاپن بود. در حال حاضر کاماکورا محلی است که بسیاری از نویسندگان و هنرمندان ژاپن در آن جمع شده و زندگی می‌کنند.